# Iturbide II
Iturbide II är en ort i Mexiko.   Den ligger i kommunen Jesús Carranza och delstaten Veracruz, i den sydöstra delen av landet, 500 km öster om huvudstaden Mexico City. Iturbide II ligger 54 meter över havet och antalet invånare är 124.
Terrängen runt Iturbide II är platt. Runt Iturbide II är det glesbefolkat, med 10 invånare per kvadratkilometer. Närmaste större samhälle är Jesús Carranza, 16,1 km sydväst om Iturbide II. Omgivningarna runt Iturbide II är en mosaik av jordbruksmark och naturlig växtlighet.